# Razumnoje
Razumnoje (ros. Разумное) – osiedle typu miejskiego w Rosji, w obwodzie biełgorodzkim, w rejonie biełgorodzkim. W 2021 liczyło 28 192 mieszkańców.